# Religionstypologie
Religionstypologie ist ein Ansatz der Systematischen Religionswissenschaft. Damit wird versucht, aus den Erkenntnissen der vergleichenden Religionsphänomenologie gemeinsame Merkmale zu ermitteln, mit deren Hilfe einzelne Religionen zu Religionstypen klassifiziert werden können. Einfache Beispiele sind etwa prophetische Religionen, Weisheitsreligionen, Buchreligionen, Universalreligionen.
Bis in die 1960er Jahre waren Religionsphänomenologie und Religionstypologie identisch. Erst danach entwickelte sie sich zu einem eigenständigen Ansatz der systematisch-vergleichenden Forschung. Bis heute herrscht jedoch Unklarheit über den Begriff, der einen mehrfachen Bedeutungswandel unterlag. Es ist daher nicht immer klar abgrenzbar, ob eine These und Theorie zur Religionstypologie, Religionsphänomenologie oder Religionsgeschichte zu rechnen ist. Viele jüngere typologische Modelle beruhen grundlegend auf dem Entwurf von Joachim Wach, der seinerseits ältere Versuche aus dem 19. Jahrhundert weiterentwickelt hat.
Seit den Anfängen der Religionswissenschaft wurden viele Versuche unternommen, aus den bekannten, rekonstruierten oder postulierten historischen Verwandtschaften zwischen den verschiedenen Glaubenssystemen eine typologische Systematik zu erstellen. Während das bei den Weltreligionen aufgrund der Schriftzeugnisse recht einfach ist, ist dies nach Ina Wunn für die sehr große Zahl der ethnischen Religionen – beziehungsweise für die Gesamtheit aller Religionen – nach heutigen Maßstäben noch nicht überzeugend gelungen.

## Historische und umstrittene Modelle

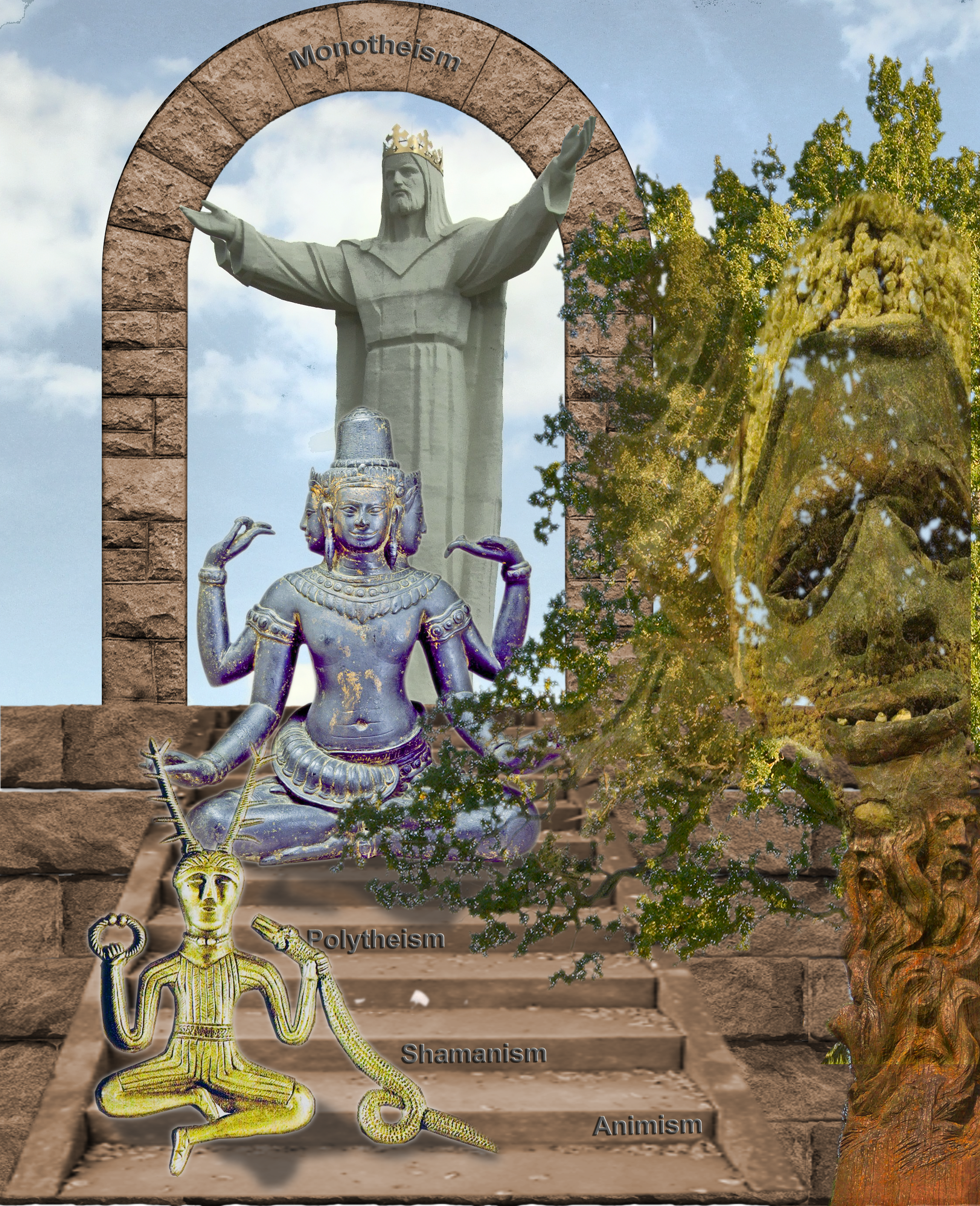
Evolutionistische Theorien der Religionsentwicklung basieren auf hierarchischen Modellen, die die ethnischen Religionen auf die untersten Stufen stellen: Sie werden damit als unentwickelt, primitiv und unbedeutend abgewertet.

Bis zum Beginn des 20. Jahrhunderts war die Erforschung der sogenannten „Naturreligionen“ vom Paradigma des Evolutionismus geprägt, das eine gesetzmäßige (teleologische), einlinige und stufenweise Religionsentwicklung von einer (angeblich) primitiven kulturellen „Urstufe“ bis zu einer (angeblich) hochentwickelten Stufe annahm – die man in der westlichen Welt bereits vervollkommnet sah. Die Übertragung von der biologischen Evolution auf die Anthropologie geht vor allem auf Herbert Spencer zurück.
Richtungsweisend zeigte sich hier die Theorie von Auguste Comte mit seinem Dreistadien-Modell (Primitive Religionen, Polytheismus, Monotheismus). Sie hatte maßgeblichen Einfluss auf die bekannten Stufenmodelle von Edward Burnett Tylor und James George Frazer.
Bis ins 20. Jahrhundert haben Wissenschaftler wie Robert Bellah (primitive-, archaische-, historisch-klassische-, frühmoderne- und moderne Religion) und Günter Dux noch neoevolutionistische Stufenmodelle auf dieser Basis entwickelt. Obwohl diese Wissenschaftler sich eindeutig von den evolutionistischen Theorien des 19. Jahrhunderts distanzierten, förderten sie mit ihren Arbeiten die falsche Idee von einer gerichteten Religionsentwicklung. Einige Wissenschaftler – wie etwa Ina Wunn – fordern daher, die Theorie ausdrücklich auf die biologische Evolutionstheorie zu beziehen, mit dem Ziel, tatsächliche homologe Entwicklungsprozesse ins Zentrum der Untersuchung zu stellen.
Die bekannteste und verbreitetste Religionstypologie wurde Ende des 19. Jahrhunderts von Nathan Söderblom entwickelt und in der ersten Hälfte des 20. Jahrhunderts von Friedrich Heiler erweitert und vertieft. Sie unterscheidet mystische Religionen – in denen die Vereinigung mit der Gottheit das höchste Ziel ist – von prophetischen Religionen – die die Welt unüberbrückbar von einem Gott trennen, der den Menschen als Schöpfer, Herrscher, Richter und Retter die „letzte Wahrheit“ offenbart. Diese Unterscheidung eignet sich allerdings nur für die Buchreligionen; die schriftlosen Religionen bleiben außen vor und auch die meisten antiken Religionen lassen sich hier laut Theo Sundermeier nicht einordnen.

## Jüngere Systematiken
Kurt Goldammer bezieht seine Typologie – die er jedoch nur als hilfsweisen methodischen Ansatz und nicht als Modell betrachtet – auf das Erscheinen bestimmter religiöser Persönlichkeiten, die entscheidend für die Typenbildung gewesen seien. Daraus leitet er eine Einteilung in „prophetische“, „kultisch-priesterliche“ und „mystische Religionstypen“ ab. Ein zweiter Ansatz richtet den Blick auf die Gemeinsamkeiten, die zu „Glaubensreligionen“, „mystisch-kontemplativen“, „ethisch-prophetische“ sowie „Kult- und Gesetzesreligionen“ geführt haben.
Carsten Colpe baut seine Typologie nach dem Verhältnis von heilig und profan auf. Er spricht dabei von Typen nach Strukturen, deren Unterscheidung weniger im eigentlichen religiösen, sondern mehr im historisch-sozialen Bereich liegen. Colpe unterscheidet folgende Typen:
- Der umwelt- und sprachorientierte Typ (Heiliges und Profanes werden nicht getrennt wie in den ethnischen Religionen üblich)
- Der kulturell desintegrierte Typ (Heiliges und Profanes stehen sich unabhängig gegenüber wie bei den antiken Religionen des Mittelmeerraumes)
- Der ritenorientierte Typ (Das Heilige drückt sich vornehmlich in Riten aus, selbst die Ethik ist oftmals kein religiöser Bereich wie in der Bön-Religion Tibets)
- Der zeitbezogene Typ (Das Heilige führt zur Vorstellung eines linearen Zeitverlaufes wie im frühen Christentum)
- Der normenorientierte Typ (Das Heilige drückt sich vor allem in der Ethik aus wie etwa im Konfuzianismus)
- Der synkretistisch-komplexe Typ (Heiliges und Profanes durchmischen sich vorübergehend beim Kontakt verschiedener Religionen wie in den afroamerikanischen Religionen)
- Der synthetisch-komplexe Typ (Dauerhafte Verbindung von heiligen und profanen Elementen aus unterschiedlichen Religionen wie in den heutigen Weltreligionen)[2]

## Problemfall „Ethnische Religionen“
Ina Wunn betont, dass gegen die Theorie einer generell aufsteigenden Religionsentwicklung inzwischen gewichtige Beobachtungen sprechen. Auch sogenannte „primitive Kulturen“ haben eine Geschichte, in deren Verlauf sich ihre Religionen entscheidend wandelten.
Vielfalt, Unkonventionalität und Wandlungsfähigkeit machen die ethnische Religion(en) aus. Sie subsumieren eine große Vielfalt von Glaubensvorstellungen, die zwar einige grundsätzliche Ähnlichkeiten aufweisen, darüber hinaus jedoch sehr schwer zu kategorisieren sind. Alle bislang existierenden Religions-Klassifizierungen sind nach Ansicht einiger Wissenschaftler in verschiedener Hinsicht unbefriedigend:
- Zu grobmaschig, um einen Vergleich zwischen einzelnen, nahe verwandten Religionen zu ermöglichen[8]
- Fehlende Differenzierung homologer und analoger Entwicklungen[9]
- Unzureichendes ethnographisches Ausgangsmaterial (unterschiedliche Schwerpunktsetzungen und Interpretationen)[10][11][12]
- Häufig vorurteilsbeladene Einschätzungen, die umstritten sind[13]

Detaillierte Stammbäume mit einer daraus resultierenden Systematik, die nach modernen wissenschaftlichen Standards angefertigt wurden, gibt es bislang erst für sehr wenige traditionelle Religionen (etwa für die indischen).
Sundermeier weist darauf hin, dass der wissenschaftliche Wert einer Systematik von Religionstypen nach Gemeinsamkeiten nicht in der exakten Einordnung aller Religionen läge, sondern im heuristisch-hermeneutischen Vergleich; um auf diese Weise wertvolle Erkenntnisse über die Tiefenstrukturen des Religiösen zu gewinnen. Überdies sei es entscheidend, daraus keine Wertungen abzuleiten.
Hilfsweise wird für die Vielzahl der schriftlosen Religionen heute meistens eine geographische Klassifikation (die Religionen Nordamerikas, Sibiriens, Polynesiens usw.) oder eine geschichtliche (die Religionen der alten Hochkulturen, der Antike, der Achsenzeit usw.) verwendet, die naturgemäß nur sehr bedingte Rückschlüsse auf die Verwandtschaftsbeziehungen zulassen. Sie können daher nicht wirklich als Systematik aufgefasst werden.
Zwei häufig zitierte Typologien, die ohne Abwertungen und Analogismen auskommen, sind die Einteilungen nach Kultpraxis (Anthony F. C. Wallace) und nach sozioökologischen Rahmenbedingungen. Beide werden im Abschnitt Klassifizierungsversuche im Artikel Ethnische Religion detailliert beschrieben.